# Bergüzar Korel
Bergüzar Gökçe Korel (Estambul, 27 de agosto de 1982) es una actriz y cantante turca, conocida por su papel de Sherazade en la serie de televisión turca Binbir Gece, lo cual la llevó a tener gran reconocimiento.

## Biografía
Es hija de los actores Tanju Korel y Hülya Darcan. Pasó su infancia en el barrio Ulus, Estambul. Estudió teatro en Mimar Sinan Fine Arts University. Además de ser actriz, Bergüzar muestra sus dotes de cantante, es por eso que grabó su primer disco denominado Aykut Gürel presents Bergüzar Korel. Su padre, Tanju Korel, murió el 21 de septiembre de 2005 a la edad de 61 años debido a un cáncer.

## Vida privada
El 7 de agosto de 2009 se casó con el actor Halit Ergenç, su coprotagonista en la serie de televisión Binbir Gece. Tienen tres hijos: Ali Ergenç, nacido el 7 de febrero de 2010; Han Ergenç, nacido el 9 de marzo de 2020 y Leyla Ergenç, nacida en el año 2021.

## Filmografía

### Televisión
| Año       | Título               | Personaje             | Nota(s)         |
| --------- | -------------------- | --------------------- | --------------- |
| 1998      | Kırık Hayatlar       |                       |                 |
| 1999      | Şen Olasın Ürgüp     |                       | Telefilme       |
| 2001      | Cemalim              | Suna                  | Telefilme       |
| 2005      | Zeytin Dalı          | İklim                 |                 |
| 2006-2009 | Las mil y una noches | Şherazade Evliyaoğlu  | Protagonista    |
| 2010      | Bitmeyen Şarkı       | Feraye / Belgin Filiz | Protagonista    |
| 2011      | Muhteşem Yüzyıl      | Monica Terese Gritti  | Actriz invitada |
| 2012-2015 | Karadayı             | Feride Şadoğlu        | Protagonista    |
| 2016-2018 | Vatanım Sensin       | Azize                 | Protagonista    |

### Cine
| Año  | Título              | Personaje | Nota(s)          |
| ---- | ------------------- | --------- | ---------------- |
| 1999 | Şen Olasın Ürgüp    |           | Película para TV |
| 2006 | Kurtlar Vadisi Irak | Leyla     |                  |
| 2009 | Aşk Geliyorum Demez | Gözde     | Protagonista     |
| 2019 | Bir Aşk İki Hayat   | Deniz     | Protagonista     |

## Premios y nominaciones
| Año  | Premio                  | Categoría                             | Trabajo     | Resultado | Ref.  |
| ---- | ----------------------- | ------------------------------------- | ----------- | --------- | ----- |
| 2007 | Golden Butterfly Awards | Mejor actriz                          | Binbir Gece | Ganadora  | [ 6 ] |
| 2013 | Golden Butterfly Awards | Mejor actriz                          | Karadayı    | Ganadora  | [ 7 ] |
| 2014 | Premios Talento Caracol | Mejor actriz de telenovela extranjera | Binbir Gece | Ganadora  |       |